# Лукавац (Ваљево)
Лукавац је насељено место града Ваљева у Колубарском округу. Према попису из 2022. било је 696 становника.

## Историја
Први помен села је забележен у турском попису (тефтеру) за хиџретску 934. годину, тј. 1527/1528. годину по садашњем рачунању времена.

Транскрибован на модерни турски, са османске арабице, унос са 238. странице тефтера TD 144 је гласио овако:
Lukavaç karye, Valyeva nahiye - Село Лукавац, Нахија Ваљево

## Демографија
У насељу Лукавац живи 822 пунолетна становника, а просечна старост становништва износи 38,9 година (38,8 код мушкараца и 39,0 код жена). У насељу има 384 домаћинства, а просечан број чланова по домаћинству је 2,74.
Ово насеље је великим делом насељено Србима (према попису из 2002. године), а у последња три пописа, примећен је пад у броју становника.
|  |

| Демографија | Демографија | Демографија |
| Година      | Становника  | Становника  |
| ----------- | ----------- | ----------- |
| 1948.       | 1.218       |             |
| 1953.       | 1.284       |             |
| 1961.       | 1.249       |             |
| 1971.       | 1.197       |             |
| 1981.       | 1.182       |             |
| 1991.       | 1.128       | 1.086       |
| 2002.       | 1.054       | 1.127       |

| Етнички састав према попису из 2002.‍ | Етнички састав према попису из 2002.‍ | Етнички састав према попису из 2002.‍ | Етнички састав према попису из 2002.‍ | Етнички састав према попису из 2002.‍ |
| ------------------------------------ | ------------------------------------ | ------------------------------------ | ------------------------------------ | ------------------------------------ |
|                                      |                                      |                                      |                                      |                                      |
| Срби                                 | Срби                                 |                                      | 1.009                                | 95,73%                               |
| Роми                                 | Роми                                 |                                      | 36                                   | 3,41%                                |
| Румуни                               | Румуни                               |                                      | 1                                    | 0,09%                                |
| Македонци                            | Македонци                            |                                      | 1                                    | 0,09%                                |
| непознато                            | непознато                            |                                      | 6                                    | 0,56%                                |

| Година пописа     | 1948. | 1953. | 1961. | 1971. | 1981. | 1991. | 2002. |
| ----------------- | ----- | ----- | ----- | ----- | ----- | ----- | ----- |
| Број домаћинстава | 198   | 214   | 241   | 254   | 287   | 297   | 384   |

| Број чланова      | 1  | 2   | 3  | 4  | 5  | 6 | 7 | 8 | 9 | 10 и више | Просек |
| ----------------- | -- | --- | -- | -- | -- | - | - | - | - | --------- | ------ |
| Број домаћинстава | 82 | 110 | 74 | 72 | 40 | 3 | 1 | 2 | 0 | 0         | 2,74   |

| Пол    | Укупно | Неожењен/Неудата | Ожењен/Удата | Удовац/Удовица | Разведен/Разведена | Непознато |
| ------ | ------ | ---------------- | ------------ | -------------- | ------------------ | --------- |
| Мушки  | 438    | 103              | 284          | 35             | 15                 | 1         |
| Женски | 423    | 63               | 285          | 63             | 10                 | 2         |
| УКУПНО | 861    | 166              | 569          | 98             | 25                 | 3         |

| Пол    | Укупно                    | Пољопривреда, лов и шумарство | Рибарство                            | Вађење руде и камена | Прерађивачка индустрија       |
| ------ | ------------------------- | ----------------------------- | ------------------------------------ | -------------------- | ----------------------------- |
| Мушки  | 241                       | 95                            | 0                                    | 1                    | 56                            |
| Женски | 183                       | 123                           | 0                                    | 0                    | 17                            |
| УКУПНО | 424                       | 218                           | 0                                    | 1                    | 73                            |
| Пол    | Производња и снабдевање   | Грађевинарство                | Трговина                             | Хотели и ресторани   | Саобраћај, складиштење и везе |
| Мушки  | 2                         | 24                            | 21                                   | 1                    | 12                            |
| Женски | 0                         | 1                             | 13                                   | 5                    | 1                             |
| УКУПНО | 2                         | 25                            | 34                                   | 6                    | 13                            |
| Пол    | Финансијско посредовање   | Некретнине                    | Државна управа и одбрана             | Образовање           | Здравствени и социјални рад   |
| Мушки  | 0                         | 6                             | 7                                    | 4                    | 4                             |
| Женски | 2                         | 3                             | 3                                    | 5                    | 6                             |
| УКУПНО | 2                         | 9                             | 10                                   | 9                    | 10                            |
| Пол    | Остале услужне активности | Приватна домаћинства          | Екстериторијалне организације и тела | Непознато            | Непознато                     |
| Мушки  | 3                         | 0                             | 0                                    | 5                    | 5                             |
| Женски | 4                         | 0                             | 0                                    | 0                    | 0                             |
| УКУПНО | 7                         | 0                             | 0                                    | 5                    | 5                             |

## Галерија
- Лукавац - панорама
- Лукавац - панорама
- Лукавац - панорама
- Лукавац - панорама
- Лукавац - панорама
- Лукавац - сеоско домаћинство
- Лукавац - сеоско домаћинство
- Лукавац - сеоско домаћинство